# Dysanabatium aeneipenne
Dysanabatium aeneipenne – gatunek chrząszcza z rodziny kusakowatych i podrodziny żarlinków (Paederinae).
Gatunek ten opisany został w 1924 roku przez Malcolma Camerona jako Domene aeneipennis.
Okaz z Nepalu długości 6,3 mm. Ciało czarne z niebieskawym połyskiem na głowie i przedpleczu oraz zielonkawo-mosiężnym na pokrywach. Głaszczki brązowe, z wyjątkiem trzeciego członu głaszczków szczękowych, który jest czarny. Czułki rozjaśniają się od nasady ku wierzchołkom od czarnego po ciemny brąz. Chrząszcz ten wyróżnia się spośród innych przedstawicieli swojego rodzaju jednolicie czarnymi lub cimenymi odnóżami. Najbardziej przypomina, pomijając ubarwienie, D. jacobsoni. 
Chrząszcz znany z północnych Indii i Nepalu.